# Seznam nejvyšších věží v Česku
Tento seznam řadí věže (kostelní věže a vysílače) v Česku podle jejich výšky. Způsobů měření výšky je několik, může se měřit stavební výška (včetně věží či jiných architektonických detailů), celková výška, která zahrnuje i případné antény či jiná telekomunikační zařízení na vrcholu věží a existují i další způsoby. Tento seznam věže řadí podle výšky dle prvního způsobu měření.

## Věže
Upozornění: Seznam není úplný. Často není jasné, kterou ze sledovaných výšek zdroj uvádí. Seznam obsahuje jen ty věže, které mají charakter budovy, tj. neobsahuje například kotvené stožáry, komíny, těžební nebo zdvihací konstrukce atd.
| pořadí      | název                                      | město             | stavební výška budovy [m] | výška nejvyššího bodu [m] | poznámky |
| ----------- | ------------------------------------------ | ----------------- | ------------------------- | ------------------------- | --- |
| 1.          | vysílač Buková hora                        | Verneřice         | 223                       | 223                       | Nejvyšší věž, nejvyšší betonová stavba a jeden z nejvyšších vysílačů v Česku |
| 2.          | Žižkovský vysílač                          | Praha             | 216                       | 220                       | |
| 3.          | vysílač Cukrák                             | Jíloviště         | 193,5                     | 196                       | |
| 4.          | vysílač Hošťálkovice                       | Ostrava           | 180                       |                           | |
| 5.          | vysílač Praděd                             | Malá Morávka      | 146,5                     |                           | Do výměny anténního nástavce roku 1993 byla výška 162 m. Vrchol vysílače je nejvyšším pevným (byť umělým) bodem Česka, s nadmořskou výškou mezi 1637 a 1638 metry převyšuje vrchol Sněžky. |
| 6.          | katedrála svatého Bartoloměje              | Plzeň             | 102/102,26                | 102                       | Nejvyšší kostelní věž v Česku |
| 7.          | katedrála svatého Václava                  | Olomouc           | 100,65                    | 100,65                    | 2. nejvyšší kostelní věž v Česku |
| 8.          | Ještěd                                     | Liberec           | 99,86                     | 99,86                     | Vrchol se nachází ve výšce 99,86 metru od základu a v nadmořské výšce 1098,45 metru. |
| 9.          | katedrála svatého Víta, Václava a Vojtěcha | Praha             | 96,5/96,6                 | 96,6                      | 3. nejvyšší kostelní věž v Česku |
| 10.         | kostel svatého Jakuba                      | Brno              | 92                        |                           | |
| 11.         | kostel sv. Petra a Pavla                   | Čáslav            | 88,5                      |                           | |
| 13.– 14.    | zámecká věž                                | Kroměříž          | 86[zdroj?]                |                           | |
| 13.– 14.    | Nová radnice                               | Ostrava           | 86                        |                           | |
| 15.         | Tovačovský zámek – věž zvaná Formosa       | Tovačov           | 85                        |                           | |
| 16.         | katedrála svatého Petra a Pavla            | Brno              | 84                        |                           | |
| 17.         | Černá věž                                  | Klatovy           | 81,6                      |                           | |
| 18.– 20.    | kostel svatého Jakuba Staršího             | Kutná Hora        | 80                        |                           | |
| 18.–20.     | kostel Matky Boží před Týnem               | Praha             | 80                        | 81                        | |
| 18.–20.     | kostel svatého Václava, Vršovice           | Praha             | 80                        |                           | |
| 21.         | Znojemská radniční věž                     | Znojmo            | 79,5                      |                           | |
| 22.         | kostel svatého Mikuláše, Malá Strana       | Praha             | 79                        |                           | |
| 23.         | Kostel Proměnění Páně na hoře Tábor        | Tábor             | 77,8                      |                           | Nejvyšší věž v jižních Čechách |
| 24.         | Bolt Tower                                 | Ostrava           | 77,7                      |                           | |
| 25.-26.     | Městská věž                                | Třebíč            | 75                        | 75                        | |
| 25.-26.     | Olomoucká radnice                          | Olomouc           | 75                        | 75                        | |
| 26.–27.     | kostel Narození Panny Marie                | Písek             | 74                        |                           | |
| 26.–27.     | kostel svatého Cyrila a Metoděje, Karlín   | Praha             | 74                        |                           | |
| 28.-29.30   | kostel svatého Prokopa, Žižkov             | Praha             | 73                        |                           | |
| 28.-29.-30. | kostel Jména Panny Marie                   | Křtiny            | 73                        |                           | |
| 28.-29.-30. | Kostel Panny Marie Královny                | Ostrava           | 73                        |                           | |
| 30.         | Černá věž                                  | České Budějovice  | 72,3                      |                           | |
| 31.–32.     | kostel svatého Tomáše z Canterbury         | Mohelnice         | 72                        |                           | |
| 31.–32.     | Klášterní Hradisko                         | Olomouc           | 72                        |                           | |
| 33.         | Bílá věž                                   | Hradec Králové    | 71,5                      |                           | |
| 34.         | kostel svatého Antonína Velikého           | Liberec           | 70,5                      |                           | |
| 35.         | věž Staroměstské radnice                   | Praha             | 69,5                      |                           | |
| 36.–38.     | katedrála svatého Václava (přední věže)    | Olomouc           | 68                        |                           | |
| 36.–38.     | kostel svatého Petra a Pavla               | Soběslav          | 68                        |                           | |
| 36.–38.     | Jindřišská věž                             | Praha, Nové Město |                           | 68                        | |
| 39.-40.     | kostel Svatého Martina                     | Krnov             | 67                        |                           | |
| 39.-40.     | Katedrála Božského Spasitele               | Ostrava           | 67                        |                           | |
| 39.-40.     | Kostel Neposkvrněného početí Panny Marie   | Ostrava           | 67                        |                           | |
| 40.–41.     | kostel Nanebevzetí Panny Marie             | Nový Jičín        | 66                        |                           | |
| 40.–41.     | konkatedrála Nanebevzetí Panny Marie       | Opava             |                           | 66                        | |
| 42          | Litovelská radnice                         | Litovel           | 65,4                      |                           | |
| 43.–45.     | kostel svatého Cyrila a Metoděje           | Olomouc-Hejčín    | 65                        |                           | |
| 43.–45.     | Prašná brána                               | Praha             | 65                        |                           | |
| 43.–45.     | kostel Nanebevzetí Panny Marie             | Ústí nad Labem    | 65                        |                           | |

…a mnoho nižších budov.

## Galerie

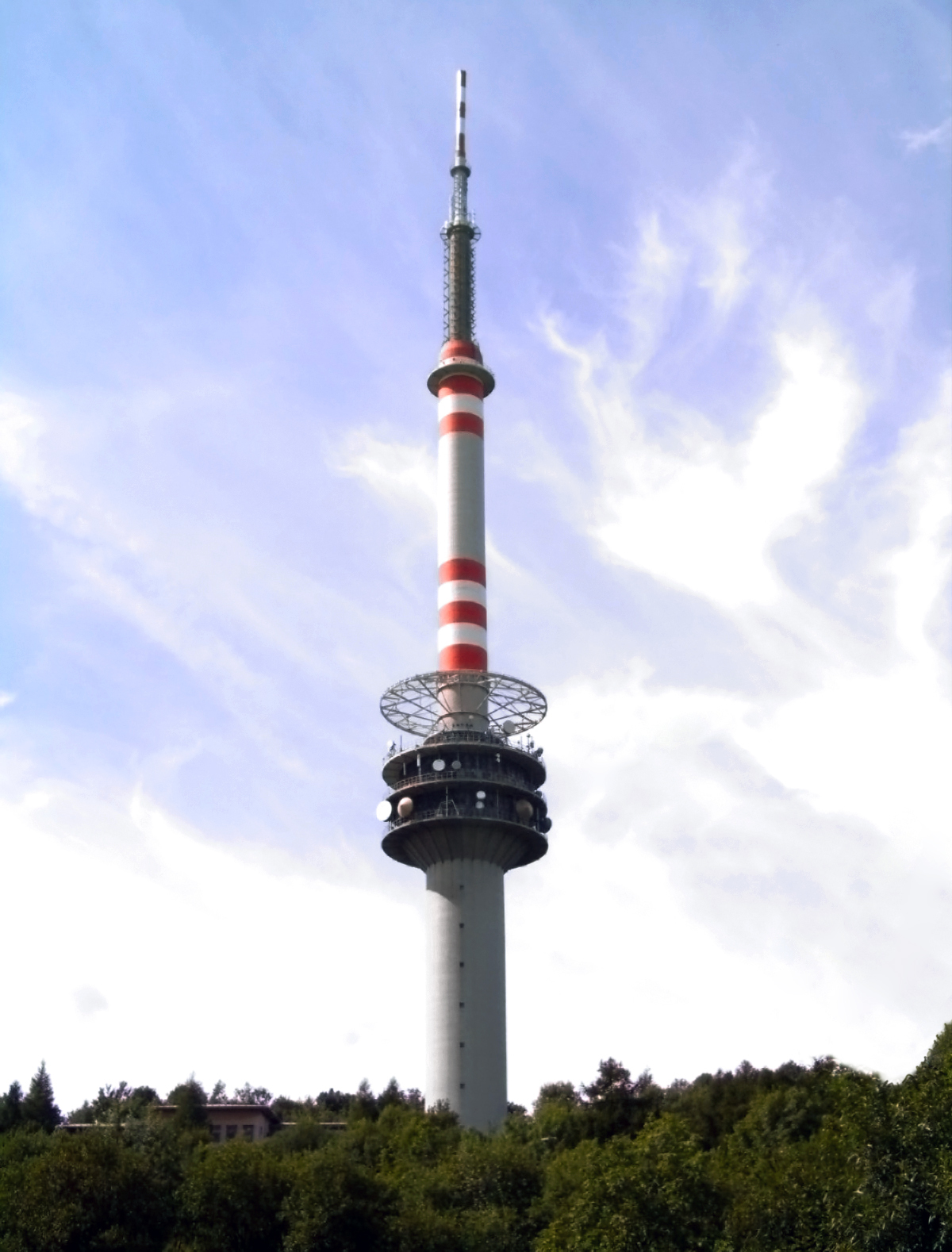
Vysílač Buková hora je nejvyšší věží, nejvyšší betonovou stavbou a jedním z nejvyšších vysílačů Česka (223 m)
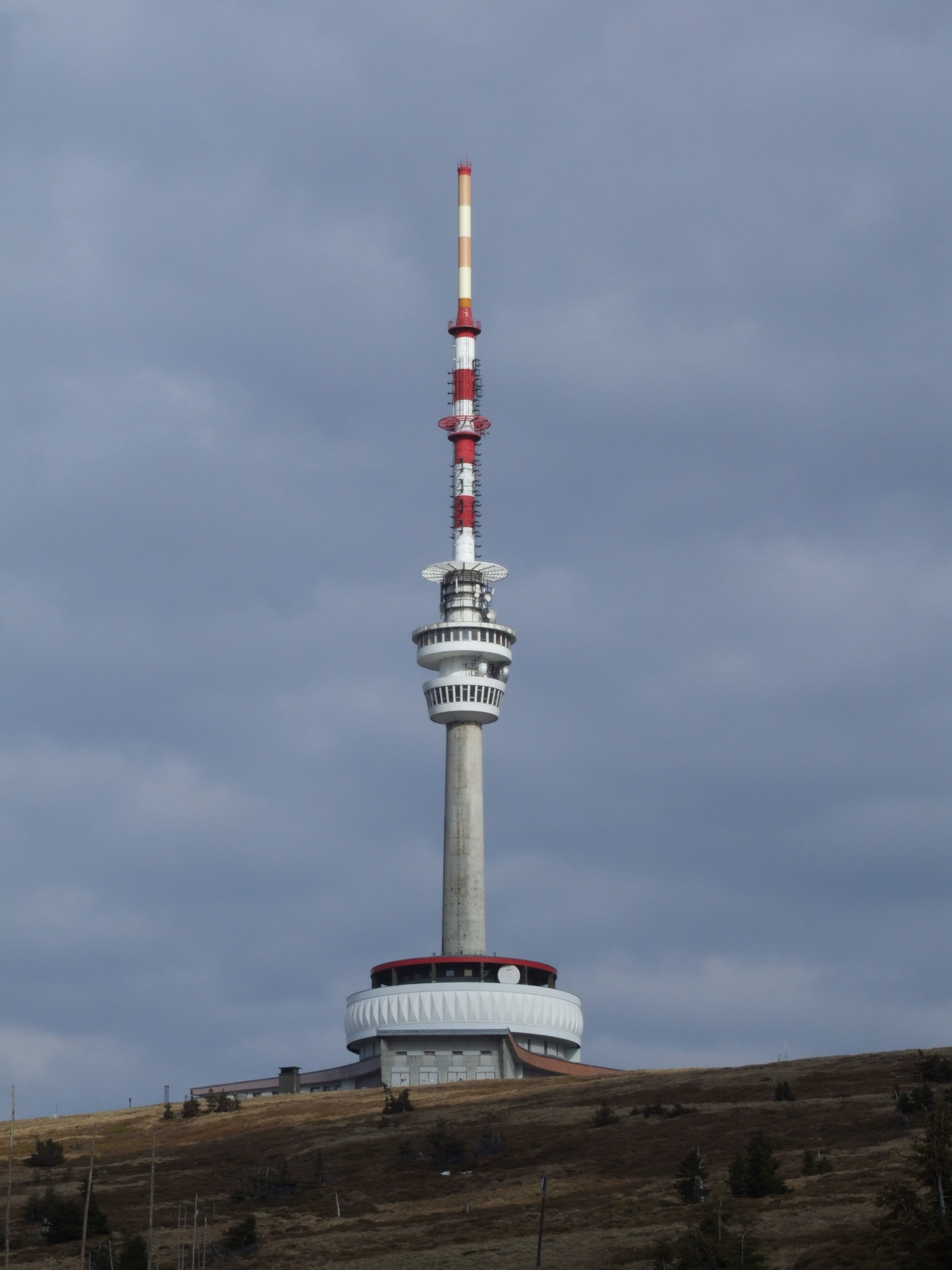
Vrchol vysílače na Pradědu je nejvyšším pevným (byť umělým) bodem Česka (mezi 1637 a 1638 m n. m.)
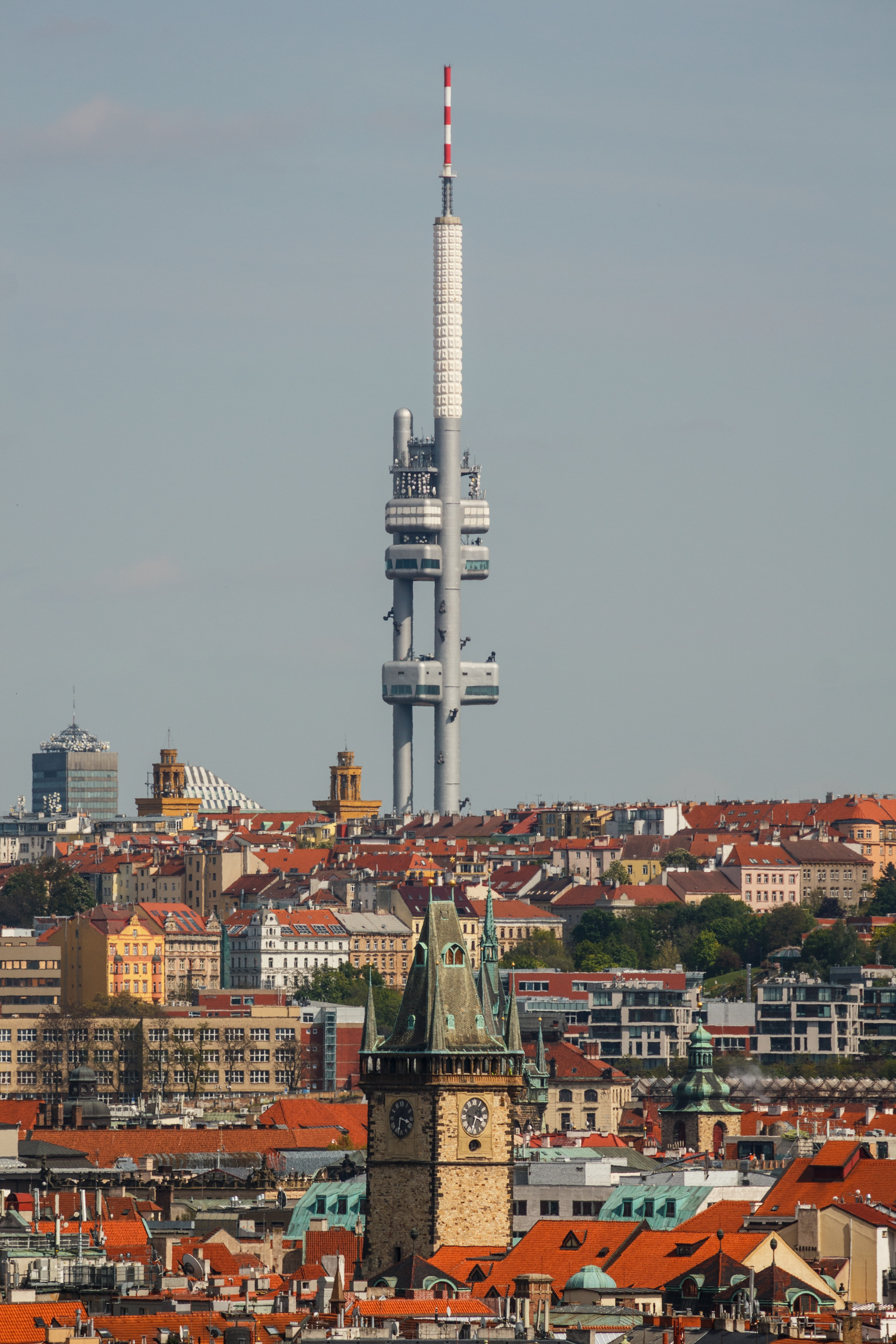
V pozadí Žižkovský vysílač (216 m) a v popředí věž Staroměstské radnice (69,5 m)
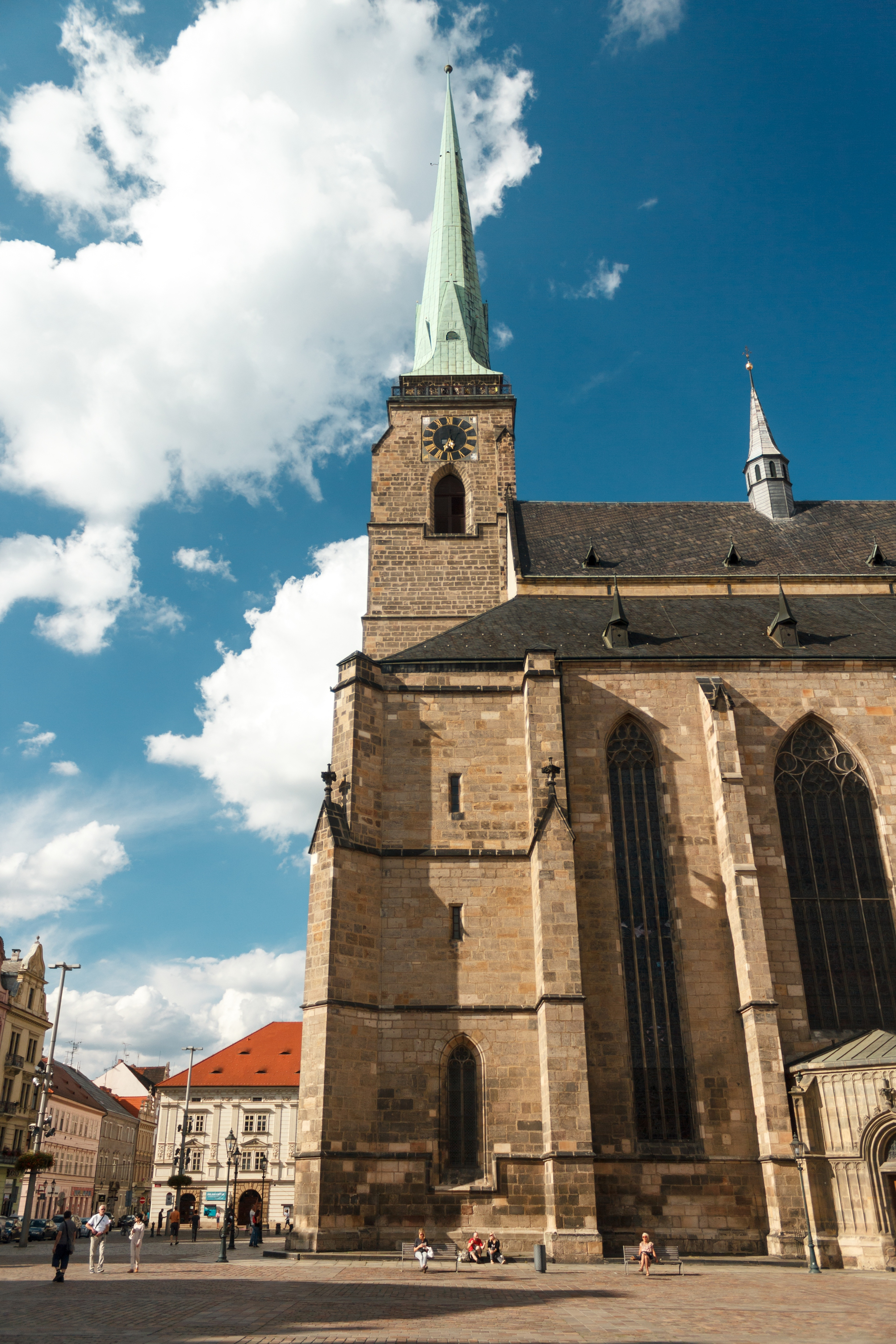
Věž katedrály svatého Bartoloměje v Plzni je nejvyšší kostelní věží v Česku (102,26 m)
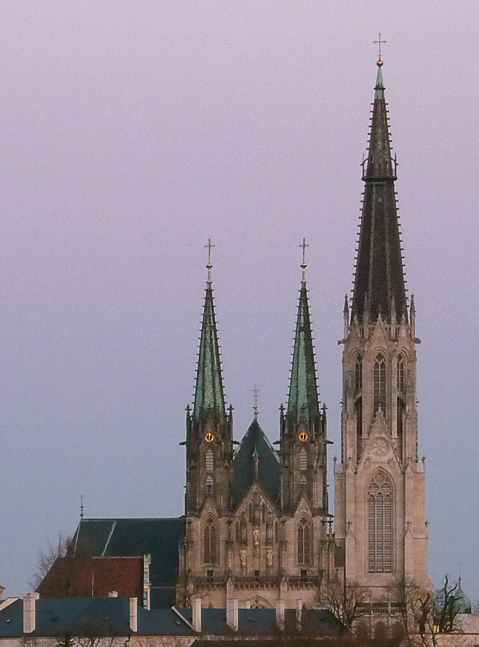
Věž katedrály svatého Václava v Olomouci je 2. nejvyšší kostelní věží v Česku (100,65 m)
Jižní věž katedrály svatého Víta v Praze je 3. nejvyšší kostelní věží v Česku (96,6 m)
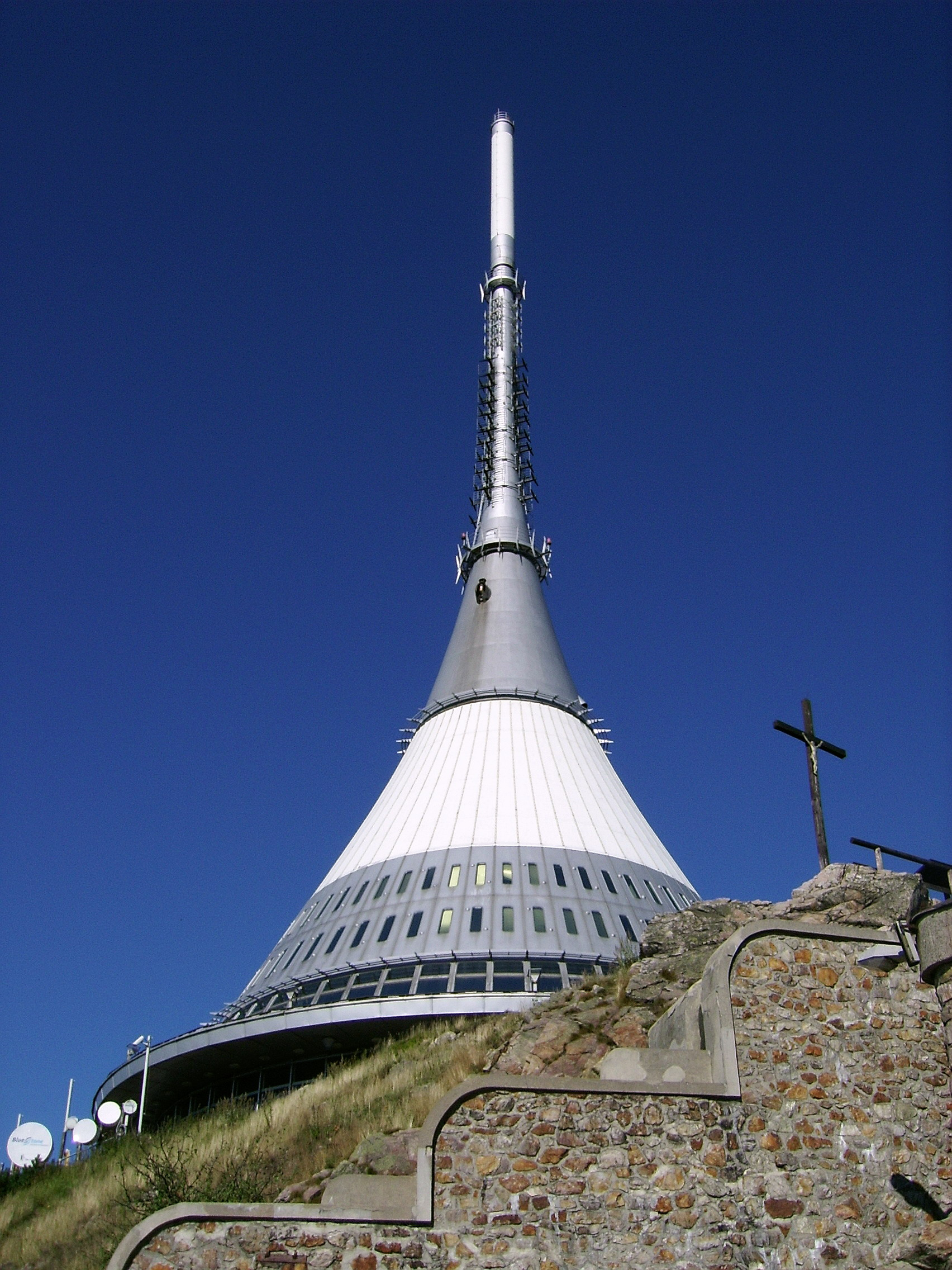
Hotel a televizní vysílač na Ještědu